# Andrés de Araoz
Andrés de Araoz (Oñati, cap a 1500 – Genevilla, 22 d'abril de 1563) fou un escultor basc del segle xvi. No hi ha constància escrita però es creu que va néixer a Oñati, on hi ha el barri d'Araoz, d'on li ve el nom.
De biografia poc coneguda, se sap que va viure durant un temps a Vitòria i a diverses poblacions navarreses. Hi ha documentació que relata la seva presència a Aia, Gipúscosca, on probablement tenia establert el seu taller. Es creu que va ser fill de Pedro de Araoz i se li atribueixen l'autoria o participació en diversos retaules o altars de la zona de Guipúscoa, com el de l'església de sant Andreu d'Eibar, la seva obra mestra. Els seus fills, Juan de Araoz i Pedro de Araoz, també van ser escultors. Juan va continuar alguns dels treballs iniciats pel seu pare, juntament amb el seu oncle Diego, també escultor.

## Obres rellevants
- Retaule de Lapoblación
- Retaule d'Itziar
- Retaule de nostra senyora la real de Zarautz
- Retaule de Sant Andreu d'Eibar

Al Museu Nacional d'Art de Catalunya es pot veure una obra seva, Sant Pere i sant Pau, un baix relleu de 1558 fet de fusta policromada i daurada amb pa d'or, provinent del llegat de José Antonio Bertrand i Mata, que va ingressar a la col·lecció el 1981.